# الهانوفيل
الهانوفيل هي منطقة سكنية تقع في حي العجمي غرب مدينة الإسكندرية في مصر، تتبع شياخة العجمي البحرية، يحدها من الشرق منطقة البيطاش ومن الغرب منطقة الكيلو 21، سُميت الهانوفيل بهذا الاسم نسبة إلى مدام هانو اللبنانية الأصل وهي أول من أقام في المنطقة وأسست فندقاً.